# فرودگاه بین‌المللی سن پترزبورگ-کلیرواتر
فرودگاه بین‌المللی سن پترزبورگ-کلیرواتر (به انگلیسی: St. Petersburg-Clearwater International Airport) یک فرودگاه همگانی مسافربری با کد یاتا PIE است که یک باند فرود آسفالت دارد و طول باند آن ۱۷۹۹ متر است. این فرودگاه در شهر تمپا، فلوریدا کشور ایالات متحده آمریکا قرار دارد و در ارتفاع ۳ متری از سطح دریا واقع شده است.